# Alba Guibert
Alba Guibert   (Vic, segle XI - segle XI) va ser una escrivana professional que va viure al segle XI a Vic, la primera dona de Catalunya en escriure un document amb validesa legal, el 1044. També se la coneix com Alba de Vic. Dominava el llatí i tenia una molt bona cal·ligrafia.
De molt jove va aprendre a llegir i escriure del seu pare, Guibert, un gramàtic procedent de Lieja que s'havia establert a Vic. Guibert ensenyava a l'escola diocesana de Vic amb el canonge i cal·lígraf Ermenir Quintilà, càrrec al que va succeir un germà d'Alba, Berill. Alba es va casar amb Jobert, amb qui vivia a la parròquia de Santa Eulàlia de Riuprimer, i van tenir tres filles i tres fills.
El 16 d'abril de 1044, quan ella tenia uns 30 anys, va escriure amb una bella cal·ligrafia un document sobre una compra que feien ella amb el seu marit. Aquest és el primer document amb validesa legal signat per una dona a Catalunya. Al text, escrit en llatí, hi apareixen termes en català com "era" o "casals".

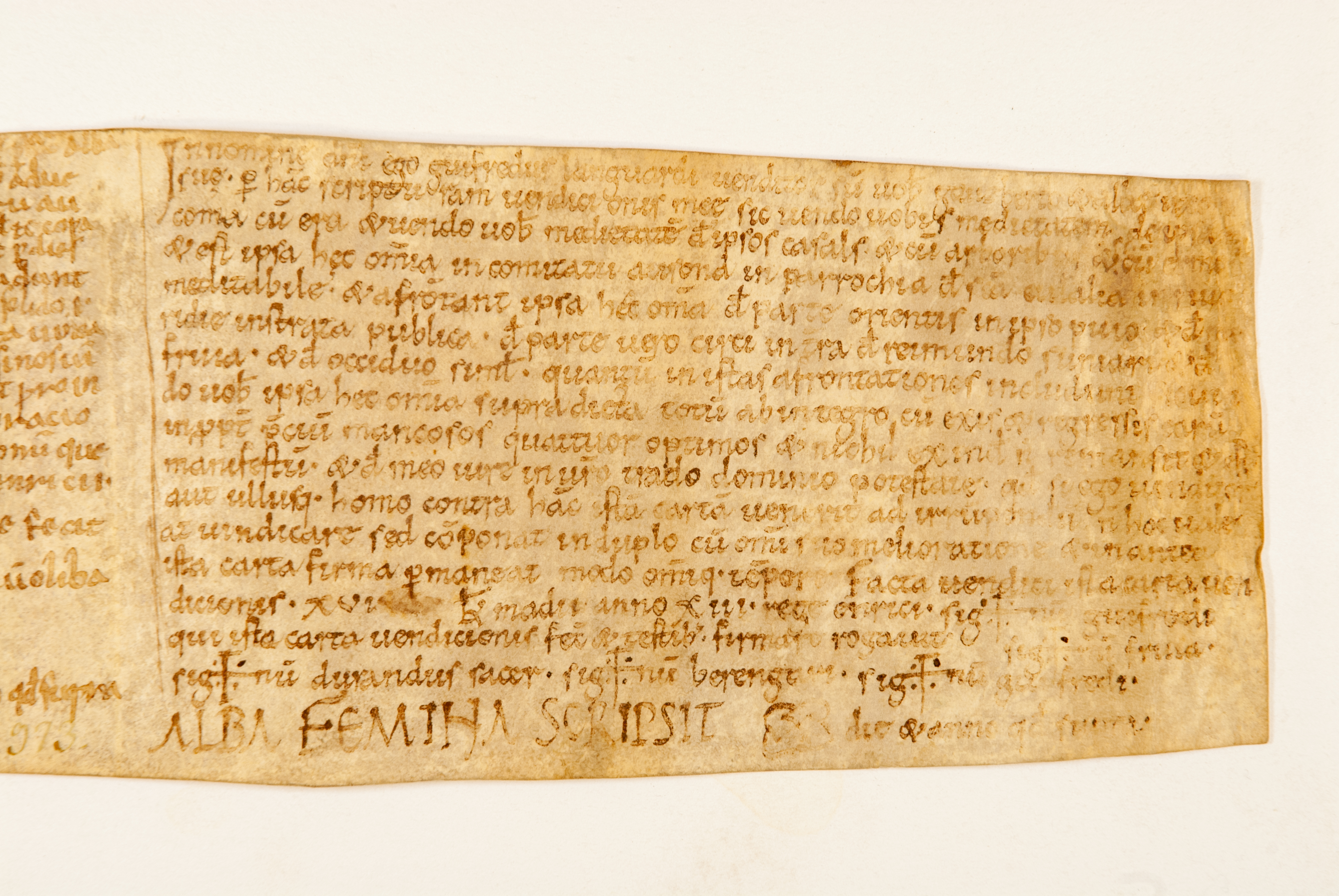
Alba Guibert de Vic és l'únic exemple conegut d'una dona escrivana professional catalana de l'alta edat mitjana

Jobert, el seu marit, va morir el 28 de febrer de 1063. La certificació del testament la va signar el seu germà Berill, perquè Alba estava malalta. Al document apareixen els noms que donaven a les propietats, per exemple un cavall anomenat Giscafred i una euga que es deia Gaçola.